# Hans Peter L'Orange
Hans Peter L'Orange (Oslo, 2 marzo 1903 – 5 dicembre 1983) è stato un archeologo norvegese.
Docente all'università di Oslo dal 1942 e direttore dell'Istituto norvegese di Roma dal 1959, fu grande studioso dell'arte imperiale romana. Fu autore di diverse opere come L'Apoteosi nella ritrattistica antica (1947), Forme d'arte e vita civile nel tardo impero romano (1965).